# دهه از دست رفته (ژاپن)
دههٔ ازدست رفته ژاپن یا دههٔ سوختهٔ ژاپن (به ژاپنی: 失われた10年 Ushinawareta Jūnen) این اصطلاح به سال‌های ۲۰۰۰–۱۹۹۱ میلادی در ژاپن اشاره دارد. اشتباهات اقتصادی مقام‌های ژاپنی در دههٔ ۱۹۹۰ میلادی موجب کاهش شدید قیمت مسکن در این کشور شد و این مسئله اقتصاد ژاپن را با طی دهه ۱۹۹۰ میلادی با چالش‌ها و مشکلات زیادی روبرو کرد تا جایی که این دهه به دهه سوخته نام گرفته‌ است.
بحث‌های جدیدی نیز در مورد ۲۰ سال از دست رفتهٔ ژاپن (به ژاپنی: 失われた20年) و ۳۰ سال از دست رفتهٔ ژاپن (به ژاپنی: 失われた30年) پدید آمده‌ است که دهه‌های ۲۰۰۰ و ۲۰۱۰ را نیز در بر می‌گیرد.